# Малиновка (Красночетайський район)
Мали́новка (рос. Малиновка, чув. Сунтал) — присілок у Чувашії Російської Федерації, у складі Великоатменського сільського поселення Красночетайського району.
Населення — 32 особи (2010; 43 в 2002, 107 в 1979, 117 в 1939, 35 в 1929).
Національний склад (2002):
- чуваші — 98 %

## Історія
Засновано 27 червня 1929 року як виселок, пізніше отримано статус присілка. Селяни займались землеробством, тваринництвом. 1928 року створено колгосп «Сунтал». До 1962 року присілок входив до складу Красночетайського, у період 1962–1965 років — у складі Шумерлинського, після чого знову переданий до складу Красночетайського району.